# Castelo Branco (Mogadouro)
Castelo Branco es una freguesia portuguesa del municipio de Mogadouro, con 54,57 km² de superficie y 540 habitantes (2001). Su densidad de población es de 9,9 hab/km².

## Galería

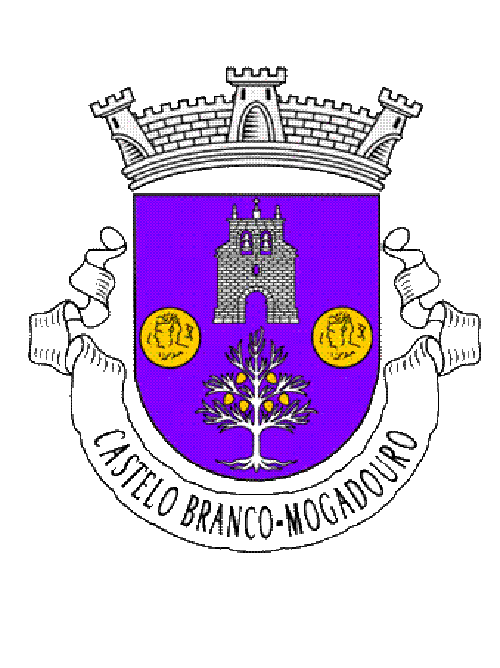
Brasão da freguesia de Castillo Branco